# Czeremszyna
Czeremszyna – polski zespół folkowy, inspirujący się folklorem słowiańskim, głównie podlaskim. Powstał w listopadzie 1993 roku z inicjatywy Barbary Kuzub-Samosiuk, w Czeremsze, na Podlasiu.
Od początku istnienia zespołu na jego repertuar składają się przede wszystkim pieśni ludowe pogranicza polsko-białorusko-ukraińskiego wykonywane w gwarze z Podlasia zaaranżowane na głos i różne instrumenty m.in. akordeon, bałałajkę basową, cymbały, fujarę słowacką, mandolinę, skrzypce, sopiłki i instrumenty perkusyjne. Płyta zespołu z 2003 roku pt. „Hulaj póki czas” została laureatem konkursu „Wirtualne Gęśle” 2003.
Środowisko skupione wokół Czeremszyny współorganizuje coroczne Spotkania Folkowe „Z wiejskiego podwórza” w Czeremsze. Zespół koncertował na wielu festiwalach w Polsce i za granicą (m.in. Szwecja, Belgia, Niemcy). W listopadzie 2003 roku nawiązał współpracę z białoruską grupą folkową Todarem. Rok później powstał pełny program koncertowy i został zaprezentowany w Białowieży na koncercie „Dla Puszczy i ludzi” (dedykowany Puszczy Białowieskiej) oraz na trasie Studia Lata Radia Białystok.

## Dyskografia
Czeremszyna ma na swoim koncie sześć wydawnictw fonograficznych:
1. „Czom ty ne pryszow” (MC, 1996)
2. „Źródło” (MC i CD, 1998)
3. „...” (MC i CD, 2000)
4. „Hulaj póki czas” (MC i CD, 2003)
5. „Uśmiechnij się” (CD, 2008)
6. Czeremszyna/Todar „co na sercu...” (2010)